# Ernest L. Hettich
Ernest Leopold Hettich (* 13. Juli 1897 in Brooklyn; † 20. März 1973 in Sandyston Township, Sussex County (New Jersey)) war ein US-amerikanischer Klassischer Philologe.

## Leben
Ernest Hettich wurde als Sohn des Uhrmachers Leonhard Hettich und dessen Ehefrau Annie Francis Limbrick Hettich geboren. Er studierte an der Cornell University. Dort schloss er im Jahr 1919 sein Studium mit dem B.A. ab, erwarb 1920 den M.A. und wurde 1933 an der Columbia University promoviert. Von 1920 bis 1927 arbeitete er an der New York Public Library. Ab 1927 unterrichtete er an der New York University Classics, beginnend als Instructor, zuletzt bis zu seinem Ruhestand 1962 als Professor. Darüber hinaus war er ab 1945 interimsweise, ab Oktober 1947 endgültig Direktor der Bibliotheken der New York University.

## Veröffentlichungen (Auswahl)
- Exhibition commemorating the 150th anniversary of the adoption of the declaration of independence, 1776–1926. New York Public Library, New York 1927.
- A study in ancient nationalism: the testimony of Euripides. Bayard Press, Williamsport 1933 (Dissertation).
- mit Albert George Conway Maitland: Latin fundamentals (War Department education manual). Prentice Hall, New York 1944.
- mit Lionel Casson: Excavations at Nessana 2: Literary papyri. Princeton University Press, Princeton 1950.